# 李卓敏
李卓敏博士，KBE（Hon.）[?]（1912年2月17日—1991年4月21日），美籍華裔教育家、工商管理學家和經濟學家，1964年2月至1978年9月擔任香港中文大學創校校長。
李卓敏生於廣州，早歲受教於廣州培英中學和金陵大學，後負笈美國加州大學柏克萊分校，先後獲該校文學士、文學碩士和哲學博士學位。中日戰爭期間，他曾於天津南開大學、國立西南聯合大學和國立中央大學任教經濟學，並歷任國民政府中央設計委員會委員和考察聯絡專員，戰事末期和戰後擔任過行政院善後救濟總署副署長、駐聯合國亞洲暨遠東經濟委員會常任代表和行政院善後物資保管委員會主席等職。1951年，他返回母校加州大學柏克萊分校，出任該校工商管理學教授，並兼任國際商業系主任和該校中國研究所所長。
1962年，李卓敏應香港政府邀請擔任富爾敦委員會委員，就香港設立一所中文大學提供深入意見。翌年，他獲挑選為中文大學創校校長，並獲得加州大學校方給予10年特假，以便專心於創校工作。在任內，他很快就為中文大學立下清晰目標，銳意使之成為一所屬於華人社會的國際大學。由接受任命到卸任的15年間，他獲得三度續任，期間他積極把中文大學發展成為一家「研究型」大學，大學各學系和學生人數也有長足發展。在他的經營下，位於沙田馬料水的中文大學校址，得以由原來的荒山轉化成為一座規劃井然的「山城」，對中文大學的日後發展奠下重要基礎。
李卓敏在任內還處理過不少爭議，當中包括在1976年把中文大學的管治模式由原來的「聯邦制」更迭為「單一制」，以及在1978年與師生一同反對港府計劃把大學學制由原來的「四年制」縮減為「三年制」等。為肯定他的表現，他除了屢獲英廷授勳，並曾獲中文大學和香港大學等高等學府頒授榮譽博士學位。卸任後，他退居加州柏克萊，直到去世。

## 生平

### 早年生涯
李卓敏祖籍廣東番禺，1912年2月17日生於中華民國廣州，父親李鏡池為當地工業家。李卓敏是家中長子，有胞弟和姐妹十人，分別名李卓皓、李卓犖、李卓顯、李卓立、李卓㛄、李卓寰、李卓韶、李卓球、李卓美和李卓寶，其中李卓皓和李卓犖日後分別成為美籍生物學家和神經外科專家。李卓敏早年就讀於廣州培英中學，與李卓皓和李卓犖一樣，他畢業後從1927年到1930年肄業於金陵大學，隨後他前赴美國加州大學柏克萊分校深造，從此與柏克萊結下畢生聯繫。1932年，他從柏克萊獲得文學士學位畢業、1933年再獲得文學碩士學位、1936年進一步獲哲學博士學位。
取得博士學位後，李卓敏在1937年返回中國，當時雖然適值中日戰爭爆發，但他仍先後獲延聘於天津南開大學、國立西南聯合大學和國立中央大學任教經濟學，至1943年卸任，是戰時優秀的年輕教授之一。1939年至1944年，他又受國民政府任命，擔任中央設計委員會委員；1943年，他應國民政府委託，以考察聯絡專員身份，先後訪問美國、加拿大和英國，考察當地的經濟建設，為戰後重建展開規劃。期間，他曾任美國的布雷頓森林會議中國代表團專家、芝加哥國際民航會議中國代表團顧問、以及倫敦國際善後救濟會議中國代表團副團長。除此之外，他還到訪多家大學，向西方學者講析中國的經濟和文教問題。

### 戰後生涯
李卓敏在外考察兩年後，於1945年回國，備受國民政府器重的他旋獲委任為行政院善後救濟總署（簡稱「行總」）副署長，跟隨署長蔣廷黻與聯合國善後救濟總署（簡稱「聯總」）協調在中國的戰後重建和救濟工作。然而，李卓敏及其部下合共六名行總高層在1947年8月被密告貪污瀆職，罪狀包括私吞救濟物資和敲詐行總運輸承辦商等；其中李卓敏更被指生活窮奢極侈，他除了從敵產管理處領得前屬於汪精衛的上海私邸作為官邸，府上僕役更多達18人，其中兩人由行總支薪，另外府上的兩部醫院用冷藏器，也是由行總提供。未幾，李卓敏再被指控任人為親，當中包括於1946年初派員30人出訪美國時，把掛名為分署專員的胞妹李卓衣安插其中，此後一直未有返國；其後行總於1946年中決定裁員時，其胞姊卻獲任用為行總農委會科員。
1947年9月4日，監察院把案件送交行政院後，李卓敏即被勒令停職，其後涉及行總集團貪污案的被告人數再增至21人。案件在同年9月30日於上海首度開庭傳訊，李卓敏等獲准交保候審，經過三個月調查，檢方最後於同年12月決定對其中12名被告提出公訴，但包括李卓敏在內的餘下九人由於證據不足，獲不起訴處分。事後，李卓敏曾獲時任聯總署長魯克斯少將（Major General Lowell Ward Rooks）致函支持，並對其在任行總副署長期間推行的救濟工作予以肯定。

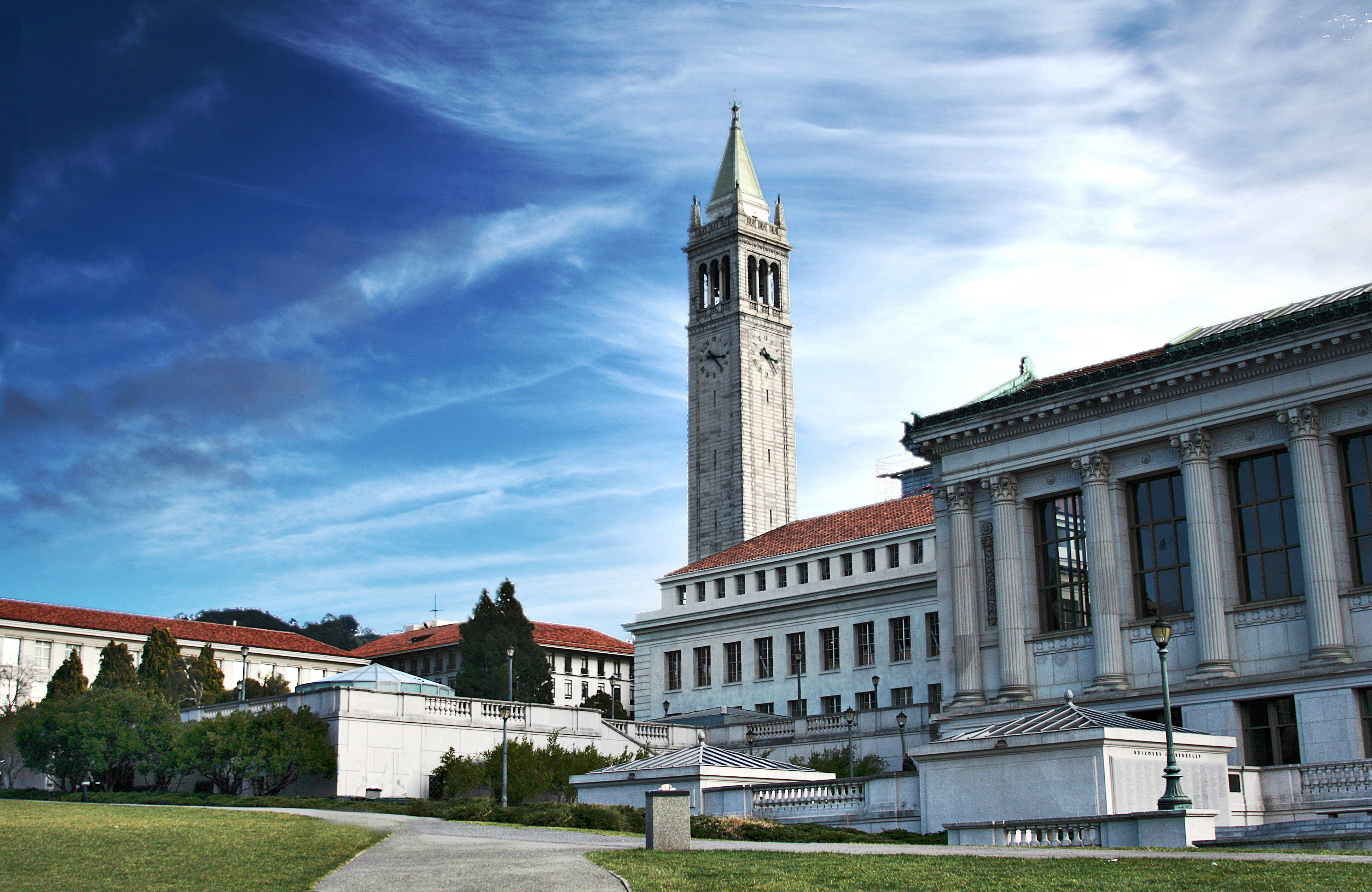
李卓敏博士自1951年至1963年任教於母校加州大學柏克萊分校

案件告一段落後，李卓敏官復原職，參與行總解散事宜；其後他獲調任為中華民國駐聯合國亞洲暨遠東經濟委員會常任代表，1949年至1950年再改任行政院善後物資保管委員會主席。然而，當時正值第二次國共內戰，國民黨與共產黨形勢逆轉，連連失利的國民政府在1949年敗走台灣，同年10月1日，共產黨在北京宣告中華人民共和國成立，標誌著國民政府在中國大陸失勢。
面對時局動盪，再加上中國大陸主權易幟，失意於國民政府的李卓敏在1950年辭任行政院善後物資保管委員會的職務，並於1951年應母校加州大學柏克萊分校的邀請，赴美出任該校工商管理學教授，另兼任國際商業系主任和該校中國研究所所長。此外，他還在1952年至1957年兼任聯合國人口委員會及統計委員會專家。
在美期間，他對共產中國有深入的研究，先後於1959年和1962年發表《共產中國之經濟發展》和《共產中國之統計制度》兩書，是當代首類相關的學術著作。1960年起，他又分別兼任《清華學報》編輯顧問和《加州大學亞洲調查月報》編輯委員，同年秋天獲邀兼任瑞典斯德哥爾摩經濟學院客座教授，隨後曾於1962年出席希臘雅典的世界政治問題國際會議。

### 草創中大

#### 成立背景
1962年5月，香港政府設立富爾敦委員會（即「第一次富爾敦委員會」），由英國資深大學行政人員富爾敦（後為爵士和勳爵）擔任主席，負責就在香港設立一所以中文為主要授課語言的大學提供深入意見。在柏克萊任職多年的李卓敏得到港府物色，連同劍橋大學生化學家楊格教授（Professor Frank Young，後為爵士）、利茲大學教務長羅治博士（Dr John Loach）和馬來亞大學物理系的湯壽伯教授一同獲得委任為委員會委員，與日後香港中文大學的畢生關係由此而起。在出任富爾敦委員會委員以前，李卓敏也曾於1961年至1962年應香港大學邀請來港考察，就該校的現代亞洲研究所（Institute of Modern Asian Studies）設立商業管理研究部一事提供意見。
事實上，香港在第二次世界大戰完結後不久，特別是中華人民共和國在1949年立國後，已漸漸出現設立一所中文大學的構想。當時中國大陸局勢動盪，不少南逃至香港的大陸學者紛紛開辦一些私人專上院校。然而，鑑於這些院校並非大學，因此頒授的學位不像早於1911年成立的香港大學，獲得港府同等的承認；同時，在1949年以前，不少在中文學校就讀、或是不獲港大取錄的香港預科畢業生，通常都會選擇到中國大陸的大學繼續升學，但自大陸風雲色變以後，前赴大陸升學的做法漸為罕見，使這類學生少了一條主要的升學途徑。

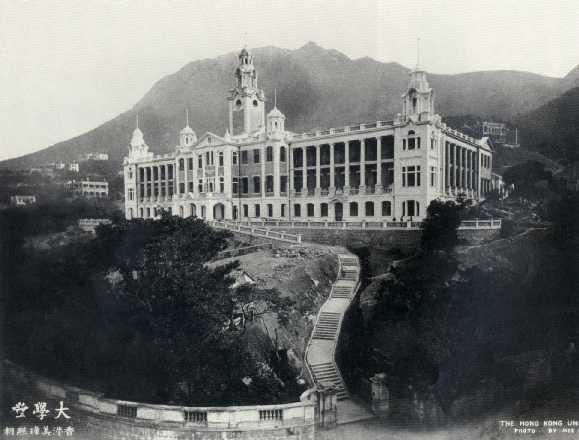
香港中文大學在1963年創校前，於1911年創校的香港大學（圖）是香港唯一一家大學

遠於1951年，時任香港總督葛量洪爵士已委任怡和洋行大班兼行政局非官守議員賈士域（John Keswick）深入研究香港的高等教育，並探討在香港設立一所中文大學的可能性。不過，在1952年發表的《賈士域報告書》當中，賈士域否決了在香港開辦中文大學的構想，退而建議由香港大學開辦中文課程，但有關建議最終也遭到港大反對而流產。港府和港大在當時否決興辦中文大學有很多原因，除了經費和師資問題，還有就是港大和港府不希望見到香港同時出現兩所大學，擔心中文大學的存在會與原有的港大分庭抗禮，不單分散資源，更甚者會影響港府集中制定高等教育政策。
雖然設立中文大學的構想此後一度沉寂下來，但不少人仍然相信設立中文大學是有其重要性的。香港大學校長賴廉士爵士本身一直也支持創辦一所中文大學，而港督葛量洪也認為及早由港府設立中文大學，可避免共產黨捷足先登，在香港先行創立一所具左派親中背景的大學。數年以後，香港於1956年發生雙十暴動，促使港府與英政府在同年重新審視香港的高等教育政策，興辦中文大學的構思遂再度浮現；幾經內部討論，英政府終於在1958年8月原則上支持在香港創辦一所中文大學，對中文大學的創辦是為一大突破。
此外，曾任香港輔政司的新加坡總督柏立基爵士在1958年初接替葛量洪出任港督後，也對創立中文大學的構思給予積極支持。在新加坡任職時，柏立基也應對過類似問題，早於1953年，當地祖籍福建的僑商自行出資創辦南洋大學，是為新加坡首家以華文為授課語言的大學。可是，鑑於當地政府採取以英文優先的政策，再加上南洋大學創校初期被指受到馬共滲透，因此一直遭受政府冷待，在1956年5月，新加坡當局更表示南洋大學頒授的學位將不獲政府承認，使大學與政府的關係陷入不和的局面。

#### 第一次富爾敦委員會

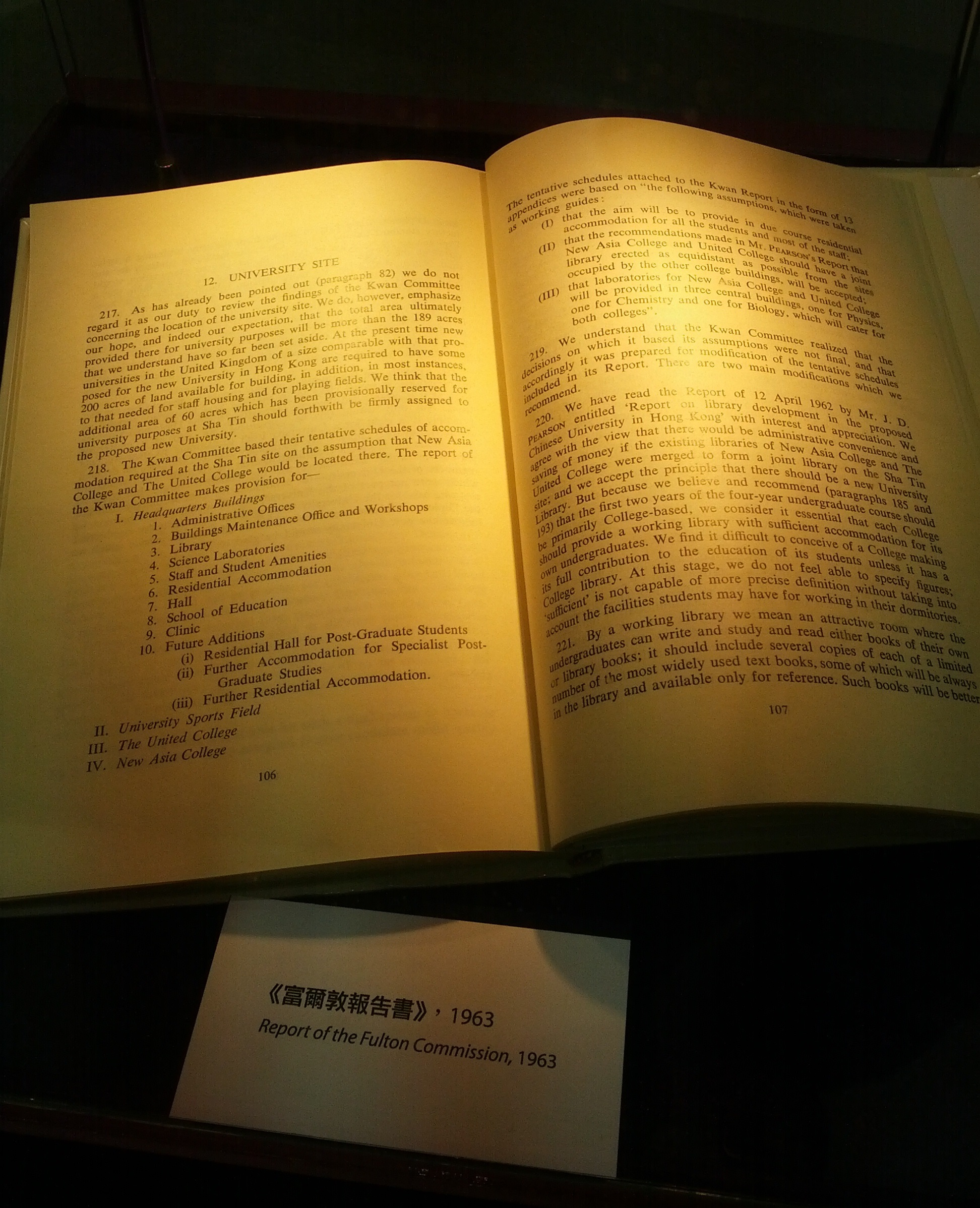
李卓敏博士參與草擬的第一次《富爾敦報告書》在1963年發表

在這種背景下，柏立基甫上任港督後，就開始扶助新亞書院、崇基學院和聯合書院等較有名氣的中文專上院校，為創立中文大學鋪路。早於富爾敦委員會在1962年成立以前，富爾敦本人已率先於1959年10月應港府邀請來港，為新亞、崇基和聯合三所院校制定發展路向。1960年3月，富爾敦向港府提交《香港專上學院發展報告書》，構思將來中文大學的運作模式。在英國的海外高等教育大學校際理事會協助下，三院校長復於同年10月出訪英國考察17所大學，以了解當地大學的運作。1961年6月，港府設立了一個大學籌備委員會，由行政立法兩局非官守議員關祖堯（後為爵士）擔任主席，着手籌備大學設立的前期工作，富爾敦委員會遂應運而生。
富爾敦委員會成立後，委員會一行在1962年7月抵港考察三個月，隨後展開深入討論以草擬報告書。李卓敏在過程中與主席富爾敦和其他委員緊密合作，促成委員會在1963年2月發表《富爾敦報告書》（即第一次《富爾敦報告書》），提出不遲於1963年9月底前創辦大學，正式為創立中文大學的時間表定稿。1963年6月，港府正式接納了《富爾敦報告書》的建議，旋即設立一個由20人組成的臨時校董會。在短時間內，臨時校董會火速根據報告書的建議制定大學章程、組織、權力及學制等細節，其中，臨時校董會確立大學將由新亞、崇基和聯合三所院校以「聯邦制」模式組成，並採取「四年制」學制，與香港大學的「三年制」學制不同。此外，臨時校董會又確定把大學命名為香港中文大學，以及確立選址於沙田馬料水佔地約273英畝的荒山創校，而校址則得到港府以優厚條件撥給。中文大學臨時校董會在1963年8月把賦予中大法定權力的《香港中文大學條例》草案呈交港督柏立基省覽，條例草案隨後於同年9月15日獲立法局三讀通過成為法例。在1963年10月17日，港督柏立基爵士正式於香港大會堂主持香港中文大學成立典禮，籌備經年的香港中文大學終告成立。

### 中大校長

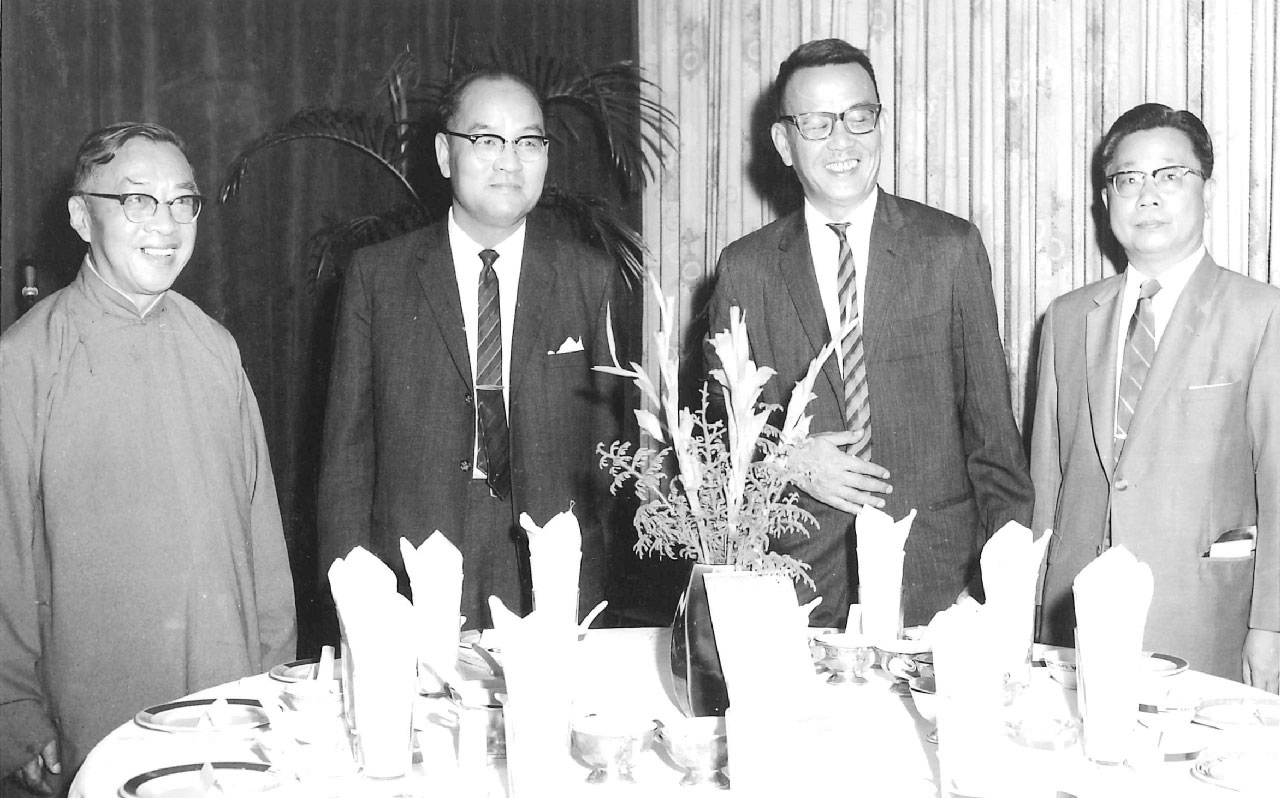
香港中文大學的四位創辦人於1963年的合照，左起新亞書院校長錢穆、中文大學校長李卓敏、崇基學院校長容啟東及聯合書院校長鄭棟材

#### 接受任命
中文大學在1963年10月正式創校以前，港府已於同年6月設立一個由臨時校董會部份成員組成的遴選委員會，負責向港府提名校長人選。然而，港府方面與三所成員書院在校長人選上出現分歧，以致人選遲遲未能落實。富爾敦和港督柏立基曾認為，中文大學首任校長應先由來自英國的學者擔任，下一任校長再視乎實際情況考慮委任華人擔任，但建議遭到新亞書院校長錢穆博士反對。到1963年8月，港督宣佈委任崇基學院校長容啟東博士為中文大學首任副校長，但校長人選仍然未有定案。結果在同年10月17日舉行中文大學成立大典的時候，出現了沒有校長的情況，而成立大典只好在兼任大學監督的柏立基主持下進行。
港府後來作出讓步，同意由華人出任中文大學校長。經過一番挑選，遴選委員會最後提名曾任富爾敦委員會委員的李卓敏擔任創校校長，委員會認為，李卓敏具備中西學術背景，並於香港各界建立良好關係，無疑是擔任校長的最佳人選。1963年11月2日，港督柏立基正式任命李卓敏為中文大學首任校長。李卓敏短暫訪港後，旋即返回美國加州打點一切，於翌年2月7日抵港履新，同年9月9日在校長就職大典中，從繼任港督兼大學監督戴麟趾爵士手上接過《香港中文大學條例》，正式就任。
李卓敏不單止是中文大學的創校校長，更是香港歷史上首位擔任大學校長的華人，但事實上，李卓敏最初完成籌備中文大學的工作後，已返回美國加州繼續教學工作，因此他起初是無意出任校長一職的。後經三家成員書院派代表親身前往柏克萊遊說，再加上港府積極透過倫敦方面向美國華盛頓交涉，促成加州大學校方同意史無前例地向李卓敏給予三年特假（後來延至10年），李卓敏才毅然接受中文大學創校校長的任命。

#### 奠定磐石
李卓敏接手的是一所獨特的英聯邦大學，因為中文大學是英國當局參與創立之下，歷來第一家以中文而非英文為主要教學語言的大學；再加上大學採用「聯邦制」而非英國本土大學較常見的「單一制」模式，因此更見其獨特性。儘管中文大學標榜「中文」，但李卓敏從一開始就意識到中英文均具備同等的重要性，所以他在任內著手推動雙語和雙文化教育政策。同時間，他認為中文大學應該具備國際視野，因此他嘗言「香港中文大學不會是一所英國的大學，也不是一所中國的大學，或是一所美國的大學。它要成為一所國際大學」，並提出「結合傳統與現代，融會中國與西方」，銳意要把中文大學建立成為一所屬於華人社會的國際性大學。

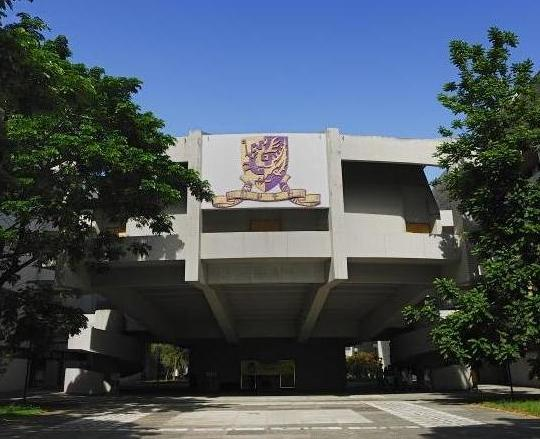
香港中文大學本部校園在李卓敏博士擔任校長期間規劃

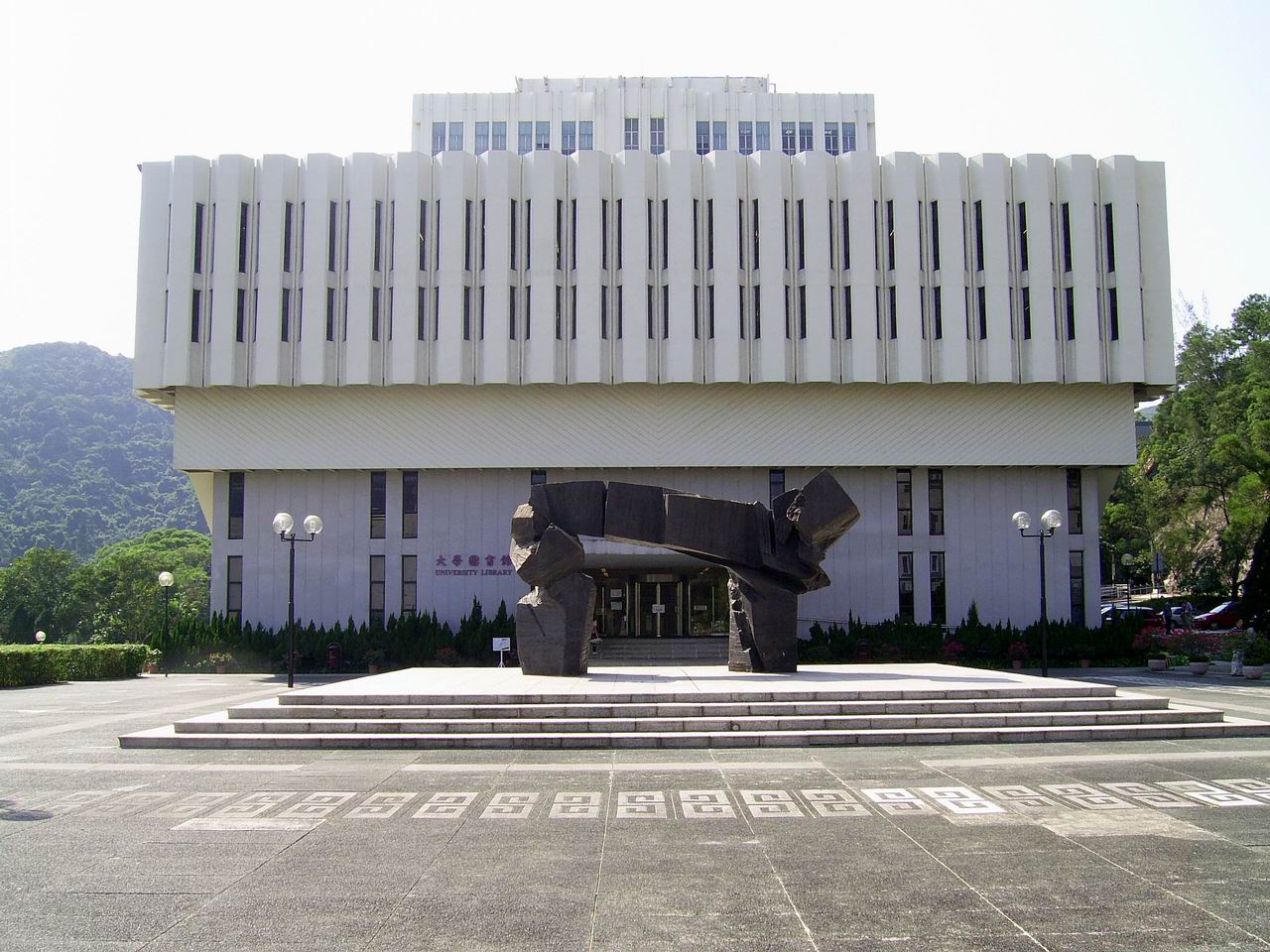
1972年落成啟用的香港中文大學圖書館

有見及此，李卓敏上任後積極把大學發展成為「研究型」大學，使之與當時被認為是「教學型」的香港大學加以區別。在上任首五年間，他先後成立多家研究所和研究中心，以鞏固中文大學的研究基礎，當中包括在1965年3月雙雙成立的社會人文學研究所和理工研究所、在1967年11月成立的中國文化研究所、以及在1965年4月、1965年6月、1966年1月、1966年2月、1966年秋天和1967年2月先後成立的經濟研究中心、群眾導播中心、地理研究中心、社會研究中心、中國語言研究中心和電子計算中心。在1966年，李卓敏進一步成立香港首家研究院，讓本科生畢業後繼續修讀研究生課程。同年，為配合研究院的發展，他成立中文大學出版部，專門出版中文大學的學術刊物，出版部隨後於1977年升格成為中文大學出版社。除了設立研究機構，他還致力羅致學者到中大從事研究和教學，其中，他的繼任校長馬臨教授就是於1965年加入中文大學的；而另一位繼任校長高錕教授（後為爵士）更是在1970年應李卓敏的邀請，親身從英國返港協助中文大學創立電子學系的。為了加強與其他院校合作，李卓敏也曾兼任香港大學校董和東南亞高等教育機構協會會長等職。
在本科生方面，李卓敏任內致力於擴充本科課程的規模，除了於1965年簽訂首個學生交流協議，鼓勵學生到外地交流外，他還在原有的文學院、商科及社會學院和理學院的基礎以外，於1965年增設教育學院、1974年增設工商管理學院，以及在1977年引入亞洲課程。此外，在得到港督麥理浩爵士（後為勳爵）支持下，他還著手籌備成立醫學院，但醫學院要到他卸任後的1981年才告正式成立。由1964年上任到1978年卸任期間，李卓敏治下的中文大學本科生人數由原來的1,600多人躍升至4,300多人。隨著學生人數不斷增長，他在1971年成立了中大學生會，讓校生更能夠關注中大事務和關心社會。香港七十年代興起的中文運動、保釣運動和「關社認祖」等一連串的社會運動，正正就是得到不少中文大學學生的參與。
另一方面，雖然中文大學於沙田馬料水創校，但該處起初仍然是一遍荒山，亟待規劃，因此除了本身座落於該處山腳的崇基學院以外，新亞書院和聯合書院的中大學生早年均需要暫時沿用各自位於九龍的舊有校址上課。有見及此，中大校方早於1963年已聘任香港著名建築師司徒惠出任大學建築師兼「大學發展計劃」策劃人，着手擘劃中大校址的全盤發展總綱。翌年，李卓敏成立了校址籌建委員會，負責審視大學校址的各項發展項目，該委員會由中大校董會副主席利銘澤出任主席，委員除包括司徒惠以外，還計有大學校董胡百全、大學司庫利國偉（後為爵士）、以及三院院長或其代表。
經詳細規劃後，李卓敏在1967年12月9日舉行大學新校址動土典禮，並邀得港督戴麟趾爵士主禮，整個規模繁浩的建校工程隨即展開。1969年4月2日，中大新校址首座建築物、用作中大師生活動場所的范克廉樓落成啟用，標誌着中大校方開始遷入新校址。繼范克廉樓以後，其他重要的校園建築也相繼落成啟用，當中包括中國文化研究所、大學行政樓、大學科學館及新翼、大學圖書館、聯合書院校園、新亞書院校園、以及大學標準游泳池等等。1972年和1973年，聯合書院和新亞書院分別正式遷入沙田新校址，三院終告結合校址，原本佔地273英畝的荒山，轉化成為一座格調樸實無華、以實用為原則、規劃井然的「山城」。

#### 第二次富爾敦委員會
三院結合校址後，李卓敏另一項重要的舉措是全面檢討中文大學的管治模式，但這也成為了他任內最重大的爭議之一。當時，隨著由大學本部管轄的部門日益增加，再加上三家成員書院由1971年起已實施統一收生，所以踏入七十年代以後，輿論開始就大學行之已久的「聯邦制」模式出現爭論。反對「聯邦制」模式的意見認為，「聯邦制」導致大學的行政架構重疊，增添不必要的經費開支，也影響大學集中規劃整體的長遠發展。李卓敏早於1970年提出「資源匯擠」的看法，內容基本上與反對「聯邦制」模式的意見相近，經過一段時間的醞釀，他在1974年2月進一步委託新亞書院校長兼中大副校長余英時教授主持一個教育方針與大學組織工作小組，負責檢討中大的管治模式和行政架構。余英時工作小組雖然在1975年7月發表總結報告，但港府以總結報告的影響深遠，將要修訂《香港中文大學條例》為理由，結果時任港督麥理浩爵士在1975年11月12日委出香港中文大學調查委員會（即「第二次富爾敦委員會」），並再一次由富爾敦勳爵出任委員會主席，而這次的成員包括大學及理工教育資助委員會前主席夏利士爵士和匹茲堡大學榮譽社會學教授楊慶堃博士兩人。

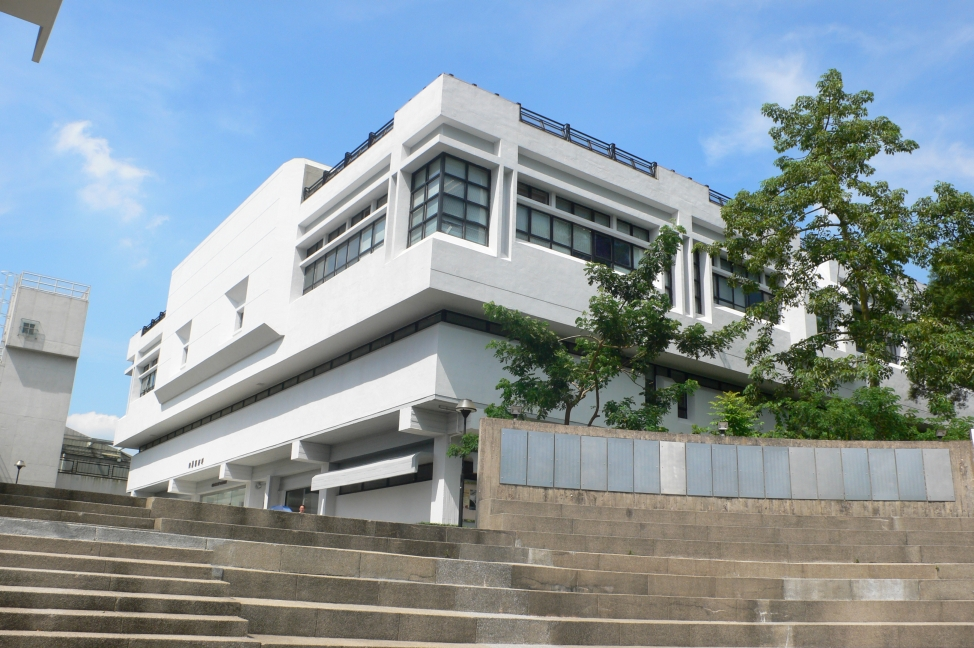
1976年發表的第二次《富爾敦報告書》引起新亞書院（圖）的激烈反響

調查委員會在1975年12月來港就中文大學的行政架構和運作模式展開研究，復於1976年2月9日在倫敦舉行全體會議，著手草擬報告書。1976年3月，富爾敦發表《富爾敦報告書》（即第二次《富爾敦報告書》），報告書雖然支持余英時工作小組提出的「教師治校」原則，但卻針對三院校董會的架構，建議大幅增加校董會內代表教學人員的議席；報告書中另一引起熱議的焦點，是提出以「單一制」取代原有的「聯邦制」，富爾敦建議讓中大校方由各家成員書院收歸大部份的行政權力，以便利中大校方施政，而成員書院僅負責學生福利和通識教育的工作，但准予繼續保留既有的書院特色。
報告書發表以後，旋即引起了外界激烈反響，新亞、崇基和聯合三家成員書院當中，尤以新亞的反響最大。持反對的意見認為，報告書捨棄「聯邦制」，是違反中大創校之初港府對三家書院許下的承諾，大幅更迭成員書院校董會的架構，更進一步削奪三家書院原有辦學者的權力。這些反對意見還認為，中文大學的營運開支當中，以教師薪金佔上一大部份，行政開支只佔小數，因此中大是否由「聯邦制」改為「單一制」，並不能明顯節省辦學經費。
儘管面對新亞書院和中大學生方面的激烈反響，李卓敏和港府最終仍然是接受了第二次《富爾敦報告書》的建議，並由立法局在1976年12月按建議通過修訂《香港中文大學條例》，至此，中文大學改制的決定遂告塵埃落定，但最終包括正副主席在內的九名新亞書院校董卻憤而辭職，以示對改制的堅決抗議。儘管富爾敦因發表第二次《富爾敦報告書》而激發中大校內校外就大學學制的爭論，但報告書的建議事實上有其理據，而中大此後也繼續以「單一制」的模式穩步發展。

#### 「四改三」爭議
繼中文大學的管治模式爭議，李卓敏在任校長晚期還發生大學「四改三」的爭論，事件同樣對中文大學的發展影響深遠。中文大學自創校以來，均實施「四年制」學制，比香港大學的「三年制」學制多出一年，讓學生接受更全面的大學教育。不過，港府在1977年11月發表《高中及專上教育綠皮書》，以擴充大學學額和簡化及統一中文大學與香港大學的收生政策為理據，提出要把中文大學的學制由原來的「四年制」改成「三年制」。
港府發表的報告書一時間引起了中文大學師生的齊聲反對，翌年2月，中文大學師生在校園內舉行罷課，並發起戶外舉行的反對「四改三」大會，逾數千名師生參與，以示對報告書的強烈不滿。在事件中，李卓敏與師生站在同一陣線，對「四改三」的建議予以堅決反對，更率領校方一眾高層冒著細雨參加反對大會。未幾，李卓敏在校董會通過決議，表示中文大學將繼續維持「四年制」學制，對「四改三」堅不退讓。同年三月，身在英國的富爾敦勳爵也特地致函中大師生，表達對「四改三」的反對，立場與中文大學師生一致。
受到中文大學方面的壓力，港府最終決定暫時擱置計劃，並承諾短期內不再提出「四改三」方案，結果終李卓敏一任，中文大學並無更迭其「四年制」學制。然而，「四改三」的爭論始終揮之不去，特別是當港府在八十年代初重提方案後，中文大學師生更與港府陷入持久的爭論和糾纏。到1989年，港府以停止撥給經費為要脅，威迫中文大學就範，最終迫使中文大學在1990年把「四年制」學制縮減為「三年制」學制。不過，「四改三」的爭議沒有因為中文大學改制而止息。在改制後多年，中文大學師生一直有聲音要求「三改四」，重新引入「四年制」學制。經過多年發展，特區政府在2009年實施「新高中學制」後，包括中文大學在內的所有本地全日制大學終在2012年由「三年制」學制統一改為「四年制」學制。
原本只獲加州大學發出10年特假的李卓敏，由接受任命起計，合共擔任中文大學創校校長一職長達近15年之久，並曾經三度續任，最後到1978年9月底方告榮休。為表彰他多年來擔任中文大學創校校長、以及在香港高等教育發展方面的表現，他先後在1967年和1973年獲英廷頒授CBE（名譽）勳銜和KBE（名譽）勳銜。鑑於他本身持有中華民國國籍，後來入美國國籍，並非英國國籍，因此兩項勳銜均屬名譽性質。此外，他在榮休當年也獲中文大學校方特別頒授榮譽法學博士學位，而其他曾向他頒授榮譽博士學位的大學還包括香港大學、美國的密歇根大學、馬奎特大學和匹茲堡大學、以及加拿大的西安大略大學等。李卓敏卸任中文大學校長前，中文大學校董會還特意把籌建中的醫學院基本醫學大樓命名為「李卓敏基本醫學大樓」。大樓由港府全數撥款資助興建，座落於中文大學校園本部的科學館旁，1978年7月7日由李卓敏主持奠基，至1982年1月7日由港督麥理浩勳爵主持開幕啟用儀式，已經退休的李卓敏也特意從美國返港出席儀式。

### 晚年生涯

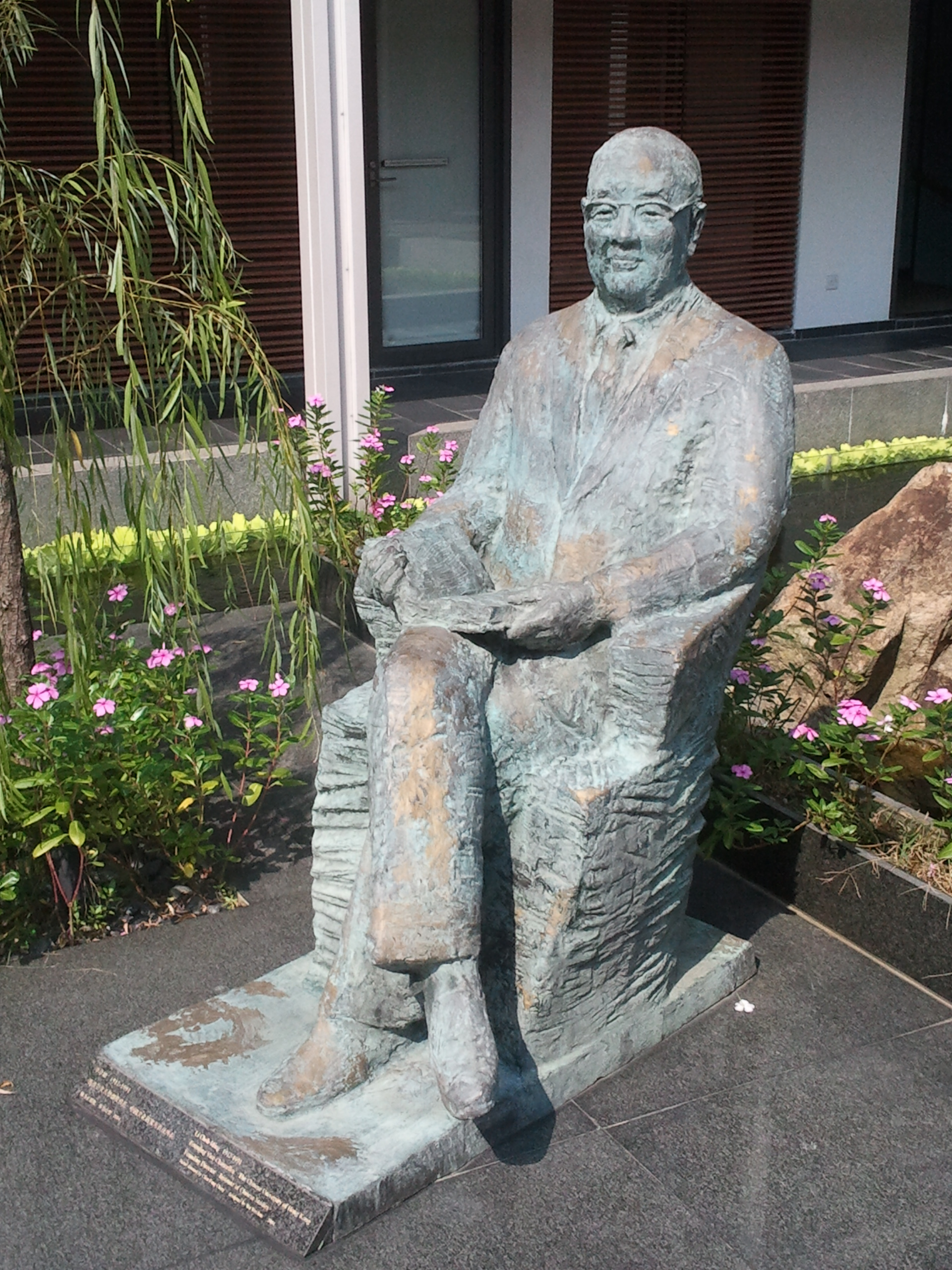
香港中文大學中國文化研究所的庭園內，置有一座由雕塑家吳為山教授創作的李卓敏博士青銅銅像

早在1974年起獲加州大學柏克萊分校終身聘任為榮休教授的李卓敏，在卸任香港中文大學創校校長後遷回柏克萊，長居當地，以閱讀和著述自娛。其中，他特別喜愛鑽研字典，並在1980年委託中文大學出版社發行《李氏中文字典》。該部字典由李卓敏親自編纂，共收錄12,800多個單字，分為1,171部，採用由他發明的「垂扇檢字法」，是首部以形聲部首分類為主的字典。翌年，該部字典還得以在上海出版。除了字典編纂外，晚年的李卓敏自中國大陸在八十年代實施「改革開放」後，曾經數度到中國講學；另外，他曾擔任泰國曼谷的亞洲工程研究院校董，還四出到訪各地，到後來身體健康轉差，才漸少出門。
1991年4月21日，李卓敏在美國加州柏克萊寓所因癌病逝世，終年79歲。同年5月11日，中文大學校方在校園本部的邵逸夫堂舉行追悼大會，由大學副監督簡悅強爵士、校董會主席利國偉爵士和時任校長高錕教授等率領師生和各界人士約300餘人出席，並由副校長金耀基教授宣讀其生平事略。李卓敏遺孀在長子及家屬陪同下，也特意由美國返港參與悼念；而時任港督衛奕信爵士（後為勳爵）雖然在海外訪問，也派出副官代表出席，以致軫悼。
李卓敏逝世後，中文大學校方設立「李卓敏博士紀念基金」，到翌年從各界籌得約133萬港元善款，用以資助中文大學學生到加州大學柏克萊分校留學修讀或研究一年。2004年11月28日，中文大學前任秘書長陳方正博士捐出一座由雕塑家吳為山教授創作的李卓敏青銅銅像，並安置於由李卓敏創立的中國文化研究所內的四合院庭園內，作為對李卓敏的紀念。參與青銅銅像揭幕儀式的人士包括時任校長劉遵義教授、前校長馬臨教授、高錕教授和金耀基教授、以及李卓敏女兒李藹華博士等。

## 評價
曾在國民政府任職，以及長年執教於美國加州大學柏克萊分校的李卓敏，憑藉其學術地位以及對中西文化的了解，獲挑選加入第一次富爾敦委員會，就香港中文大學的創立提供深入意見。富爾敦委員會原本只有李卓敏一位華人委員，意味當局早有意向考慮挑選李卓敏為中文大學首任校長，反映當局對他的重視。不過，李卓敏最初沒有打算放棄在柏克萊的教學生活，也沒有接任中大校長的意願，因此在他的要求下，當局隨後才另行委任多一位華人委員。後來，經過中文大學三所成員書院派代表前往柏克萊遊說，再加上港府積極透過倫敦方面向美國華盛頓交涉，成功爭取加州大學校方發出特假，李卓敏才毅然接受中文大學創校校長的任命。
就任校長後的李卓敏，表示「我留下來主要是為了接受挑戰，在20世紀後期建立一所新大學實在是很大挑戰」，並揚言「除非不做，要做一定要做到底，做到好」。為了實踐他的目標，他上任後很快就為中文大學立下清晰目標，銳意要為大學發展成為一所屬於華人社會的國際大學。由接受任命到卸任的15年間，他曾獲三度續任，對中文大學發展成為具國際水平的研究型大學，以及發展人文學科、自然科學、社會科學、教育學、工商管理、社會工作、電子學、醫學等專業學科，均奠下重要基礎，為中文大學的日後發展做好準備。
李卓敏常被形容為一位備受中文大學師生敬重和愛戴的校長，在1978年卸任校長時，時任學生會會長黃志新讚揚他「15年來，校長披荊斬棘，克服無數困難，將中大逐步地建設起來。中大從一座荒山到今天的大學城，每一塊基石都留下了校長辛勞的汗水。一直以來，校長都將中大的學生作為自己子女般培育」；而校董會主席簡悅強爵士則形容李卓敏是「能源先生」和「冷靜先生」，指他除了有充足的魄力主理校政，而且還有冷靜的頭腦處理大學更改學制等敏感議題。
李卓敏身後，多位曾與他參與創辦中文大學和共事的人物，均對他給予高度評價。其中，創校監督兼前港督柏立基爵士讚揚李卓敏「堅毅不屈、富有創見、幹勁十足」；李卓敏任內擔任過新亞書院院長的金耀基教授，在回顧李卓敏的任內事蹟時，也形容「香港中文大學是李卓敏先生最好，也是永恆的紀念。李卓敏先生的精神將與中文大學常相左右，永留人間。」

## 個人生活
李卓敏信奉基督教，1938年娶盧志文（1917年8月15日－1998年4月1日）為妻，兩人育有兩子一女，分別名李重華、李淳華和李藹華，均在美國發展。在任中文大學校長期間，李卓敏夫婦居於大學校長官邸漢園，是首位居於漢園的校長。李卓敏夫人在1998年4月1日於美國加州柏克萊逝世，終年80歲。
李卓敏的興趣包括網球、書法、橋牌和鑽研字典；他生前是多家紳士會所會員，當中包括香港的美國會、香港鄉村俱樂部、美國紐約的世紀協會和俄亥俄州克利夫蘭高地的國際平台協會等。

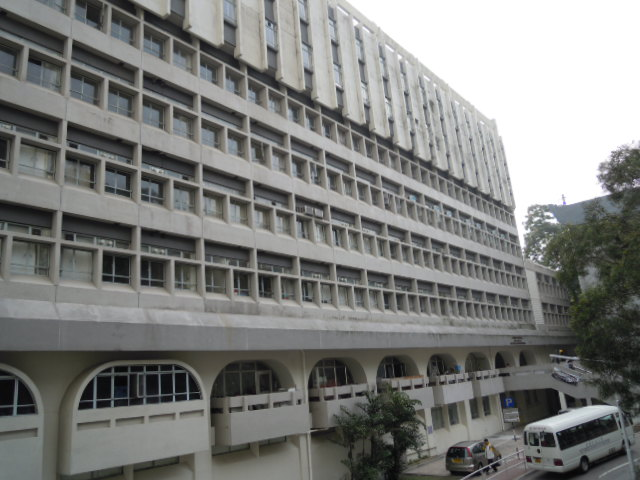
李卓敏基本醫學大樓

## 榮譽

### 殊勳
- 以下列出榮譽全稱及縮寫：^ 
  - 英帝國司令（名譽）勳章（C.B.E.） （香港，1967年元旦授勳名單[67]）
  - 英帝國爵級司令（名譽）勳章（K.B.E.） （香港，1973年英女皇壽辰授勳名單[68]）
  - 加州大學海斯國際榮譽獎 （美國，1974年[66]）
  - 馬克吐溫國際協會榮譽會員 （美國，1977年[66]）
  - 加州大學柯克樂榮譽獎 （美國，1979年[66]）
  - 柏克萊院友會會士 （美國，1980年[66]）
  - 周崧基金會名人堂獎 （美國，1980年[66]）
  - 皇家經濟學會院士（F.R.Econ.S.） （英國[72]）
  - 皇家文藝學會院士（F.R.S.A.） （英國[72]）

### 榮譽學位
- 法學博士
  - 香港大學 （1967年[41]）
  - 密歇根大學 （1967年[11]）
  - 馬奎特大學 （1969年[11]）
  - 西安大略大學 （1970年[11]）
  - 香港中文大學 （1978年[11]）
- 社會科學博士
  - 匹茲堡大學 （1969年[11]）

### 以他命名的事物
- 李卓敏基本醫學大樓：位於香港中文大學校園本部，1978年奠基，1982年啟用，為醫學院所用。[71]
- 李卓敏博士紀念基金：由香港中文大學於1991年設立，用以資助中文大學學生到加州大學柏克萊分校留學修讀或研究一年。[76]
- 卓敏教授席：由香港中文大學於2013年10月17日創校金禧日首次頒授，共11席，每位教授席任期五年，期間可獲校方撥出專款支持研究工作。[85]

## 部份著作
- Economic Development of Communist China. Berkeley : University of California Press, 1959.
  - （直譯：《共產中國之經濟發展》。柏克萊：加州大學出版社，1959年。）
- Statistical System of Communist China. Berkeley : University of California Press, 1962.
  - （直譯：《共產中國之統計制度》。柏克萊：加州大學出版社，1962年。）
- (Editor) Industrial Development in Communist China. New York : Praeger, 1964.
  - （直譯：（主編）《共產中國之工業發展》。紐約：普雷格出版，1964年。）
- 《開辦的六年：1963-1969 （页面存档备份，存于）》。香港：香港中文大學，1969年。
  - （英文版：The First Six Years 1963-1969 （页面存档备份，存于）. Hong Kong: The Chinese University of Hong Kong, 1969.）
- (Editor) Asian Workshop on Higher Education. Hong Kong : Chinese University of Hong Kong, 1970.
  - （直譯：（主編）《亞洲高等教育工作坊》。香港：香港中文大學，1970年。）
- 《漸具規模的中文大學：1970-1974 （页面存档备份，存于）》。香港：香港中文大學，1975年。
  - （英文版：The Emerging University 1970-1974 （页面存档备份，存于）. Hong Kong: The Chinese University of Hong Kong, 1975.）
- 《新紀元的開始：1975-1978 （页面存档备份，存于）》。香港：香港中文大學，1979年。
  - （英文版：A New Era Begins 1975-1978 （页面存档备份，存于）. Hong Kong: The Chinese University of Hong Kong, 1979.）
- 《李氏中文字典》。香港：中文大學出版社，1980年。
- 《工商管理與大學敎育》。香港：中文大學出版社，1983年。

## 注腳
1. 1 2 3 4 5 6 7 8  《中文大學校刊》一九九一年春‧夏（1991年），頁3。
2. 1 2 3 4 5 6 7 8  《中文大學校刊》一九七八年冬（1978年），頁1。
3. 1 2 3 4  岑維休主編（1975年），第十篇頁二三。
4. 1 2  〈密告檢舉行總高級官員大貪污案，李卓敏生活窮奢極侈，寓所費用由行總付賬〉（1947年8月16日）
5. 1 2  〈李卓敏罪名任用私人〉（1947年9月17日）
6. ↑  〈行總李卓敏貪污案成立〉（1947年9月16日）
7. 1 2  〈行總舞弊案，李卓敏等九名下不起訴處分〉（1947年12月20日）
8. ↑  〈李卓敏等交保候訊〉（1947年10月1日）
9. 1 2  〈李卓敏被控案下不起訴處分，魯克斯致函表彰工作，李現應聘將赴美講學〉（1948年1月15日）
10. ↑  吳倫霓霞編（1993年），頁2。
11. 1 2 3 4 5 6 7 8 9 10 11  "LI, Choh-Ming" (1996)
12. 1 2 3 4  《中文大學校刊》一九八一年秋（1981年），頁11。
13. 1 2 3 4 5 6  吳倫霓霞編（1993年），頁22至23。
14. 1 2 3 4 5 6  葛量洪爵士著、曾景安譯（1984年），頁205。
15. 1 2  《中文大學校刊》一九八一年秋（1981年），頁9。
16. ↑  《香港中文大學探討大學整合專責小組向大學校董會提交之報告》（2003年3月），附錄C/11。
17. ↑  吳倫霓霞編（1993年），頁4。
18. ↑  吳倫霓霞編（1993年），頁10至19。
19. ↑  吳倫霓霞編（1993年），頁19。
20. 1 2 3  吳倫霓霞編（1993年），頁18至19。
21. 1 2  《香港中文大學探討大學整合專責小組向大學校董會提交之報告》（2003年3月），附錄C/12。
22. 1 2 3 4 5  《中文大學校刊》一九八一年秋（1981年），頁10。
23. 1 2  〈南洋大學的歷史事略〉（2012年9月13日）
24. ↑  吳倫霓霞編（1993年），頁19至20。
25. 1 2  吳倫霓霞編（1993年），頁20。
26. ↑  吳倫霓霞編（1993年），頁211。
27. 1 2  吳倫霓霞編（1993年），頁24。
28. 1 2 3 4 5  《中文大學校刊》第一卷第一期（1964年6月），頁9。
29. 1 2 3 4  陳方正主編（2000年），頁31。
30. ↑  左丁山（香樹輝）（2013年7月11日）
31. ↑  《中文大學校刊》第一卷第三期（1964年9月），頁一。
32. ↑  《中文大學校刊》一九九一年春‧夏（1991年），頁8。
33. 1 2 3 4 5  《中文大學校刊》一九七八年冬（1978年），頁2。
34. 1 2 3 4 5  《中大通訊》第220期（2003年4月19日），頁4。
35. 1 2 3 4  《中文大學校刊》一九九一年春‧夏（1991年），頁4。
36. ↑  吳倫霓霞編（1993年），頁98。
37. 1 2  李卓敏（1969年），頁38至48。
38. ↑  《中文大學校刊》一九七七年夏（1977年），頁12。
39. ↑  《中文大學校刊》一九七八年冬（1978年），頁3。
40. 1 2  《中文大學校刊》一九九一年春‧夏（1991年），頁9。
41. 1 2 3  "Choh Ming LI" (1967)
42. ↑  吳倫霓霞編（1993年），頁viv。
43. 1 2 3  《中文大學校刊》一九七八年冬（1978年），頁6。
44. ↑  李卓敏（1979年），頁31至37。
45. ↑  《中大通訊》第220期（2003年4月19日），頁四。
46. ↑  李卓敏（1969年），頁6。
47. ↑  馬臨（1982年），頁7。
48. ↑  吳倫霓霞編（1993年），頁176至178。
49. ↑  《中文大學校刊》一九七八年冬（1978年），頁12。
50. ↑  《中文大學校刊》第一卷第四期（1964年10月），頁二。
51. ↑  《中文大學校刊》第四卷第四期（1968年1月），頁一。
52. ↑  《中文大學校刊》第五卷第七期（1969年4月），頁一。
53. ↑  《中文大學校刊》一九七五年夏（1975年），頁13。
54. ↑  《中文大學校刊》第九卷第四期（1973年1月），頁一。
55. ↑  《中大通訊》第26期（1992年1月），頁6至10。
56. ↑  《中文大學校刊》一九七八年冬（1978年），頁13。
57. ↑  《中大通訊》第43期（1993年6月），頁6至8。
58. 1 2  吳倫霓霞編（1993年），頁59至60。
59. 1 2  吳倫霓霞編（1993年），頁60至62。
60. 1 2 3  吳倫霓霞編（1993年），頁62。
61. ↑  吳倫霓霞編（1993年），頁62至63。
62. 1 2 3 4  吳倫霓霞編（1993年），頁63至64。
63. ↑  吳倫霓霞編（1993年），頁212。
64. 1 2 3 4 5 6 7 8  〈那些年－－我們一起經歷過的四改三〉（2012年7月30日）
65. 1 2 3 4  吳倫霓霞編（1993年），頁70。
66. 1 2 3 4 5 6 7  《中文大學校刊》一九八三年第四期（1983年），頁13。
67. 1 2  〈本港中西人士十九人獲勳銜〉，《工商日報》第五頁，1967年1月1日。
68. 1 2  〈英女皇壽辰授勳名單〉，《工商日報》第十二頁，1973年6月2日。
69. ↑  Sinclair (1984), p. 233.
70. 1 2  《中文大學校刊》一九七八年秋（1978年），頁11。
71. 1 2  《中文大學校刊》一九八二年第一期（1982年），頁11。
72. 1 2 3 4 5 6 7  《中文大學校刊》一九九一年春‧夏（1991年），頁6。
73. 1 2  《中文大學校刊]》一九八零年秋‧冬（1980年），頁27。
74. 1 2  "Cho-Ming Li, 79, Dies; Educator in California" (25 April 1991)
75. 1 2 3  《中文大學校刊》一九九一年春‧夏（1991年），頁1。
76. 1 2  《中文大學校刊》一九九二年春‧夏（1992年），頁25。
77. 1 2  《中大通訊》第251期（2004年12月19日），頁一。
78. 1 2  《中文大學校刊》一九九一年春‧夏（1991年），頁5。
79. ↑  《中文大學校刊》一九七八年秋（1978年），頁8至9。
80. ↑  《中文大學校刊》一九七八年秋（1978年），頁7。
81. ↑  《中文大學校刊》一九九一年春‧夏（1991年），頁3至9。
82. ↑  吳倫霓霞編（1993年），頁xi。
83. ↑  《中大通訊》第413期（2013年）
84. ↑  《中大通訊》第125期（1998年4月19日），頁2。
85. ↑  〈香港中文大學於校慶日頒授榮譽博士學位予五位傑出人士及卓敏教授席予十一位卓越教授〉（2013年10月14日）

### 中文資料
- 〈密告檢舉行總高級官員大貪污案，李卓敏生活窮奢極侈，寓所費用由行總付賬〉，《華僑日報》第一張第一頁，1947年8月16日。
- 〈行總李卓敏貪污案成立〉，《香港工商日報》第一頁，1947年9月16日。
- 〈李卓敏罪名任用私人〉，《香港工商日報》第一頁，1947年9月17日。
- 〈李卓敏等交保候訊〉，《香港工商日報》第一頁，1947年10月1日。
- 〈行總舞弊案，李卓敏等九名下不起訴處分〉，《華僑日報》第一張第一頁，1947年12月20日。
- 〈李卓敏被控案下不起訴處分，魯克斯致函表彰工作，李現應聘將赴美講學〉，《香港工商日報》第二頁，1948年1月15日。
- 《中文大學校刊 （页面存档备份，存于）》第一卷第一期。香港：香港中文大學，1964年6月。
- 《中文大學校刊 （页面存档备份，存于）》第一卷第三期。香港：香港中文大學，1964年9月。
- 《中文大學校刊 （页面存档备份，存于）》第一卷第四期。香港：香港中文大學，1964年10月。
- 《中文大學校刊 （页面存档备份，存于）》第四卷第四期。香港：香港中文大學，1968年1月。
- 《中文大學校刊 （页面存档备份，存于）》第五卷第七期。香港：香港中文大學，1969年4月。
- 李卓敏著，《開辦的六年：1963-1969 （页面存档备份，存于）》。香港：香港中文大學，1969年。
- 《中文大學校刊 （页面存档备份，存于）》第九卷第四期。香港：香港中文大學，1973年1月。
- 岑維休主編，《香港年鑑》。香港：華僑日報，1975年。
- 《中文大學校刊 （页面存档备份，存于）》一九七五年夏。香港：香港中文大學，1975年。
- 《中文大學校刊 （页面存档备份，存于）》一九七七年夏。香港：香港中文大學，1977年。
- 《中文大學校刊 （页面存档备份，存于）》一九七八年秋。香港：香港中文大學，1978年。
- 《中文大學校刊 （页面存档备份，存于）》一九七八年冬。香港：香港中文大學，1978年。
- 李卓敏著，《新紀元的開始：1975-1978 （页面存档备份，存于）》。香港：香港中文大學，1979年。
- 《中文大學校刊 （页面存档备份，存于）》一九八零年秋‧冬。香港：香港中文大學，1980年。
- 《中文大學校刊 （页面存档备份，存于）》一九八一年秋。香港：香港中文大學，1981年。
- 《中文大學校刊 （页面存档备份，存于）》一九八二年第一期。香港：香港中文大學，1982年。
- 馬臨著，《校長報告書：1978-1982 （页面存档备份，存于）》。香港：香港中文大學，1982年。
- 《中文大學校刊 （页面存档备份，存于）》一九八三年第四期。香港：香港中文大學，1983年。
- 葛量洪爵士著、曾景安譯，《葛量洪回憶錄》。香港：廣角鏡出版社，1984年。
- 《中文大學校刊 （页面存档备份，存于）》一九九一年春‧夏。香港：香港中文大學，1991年。
- 《中文大學校刊 （页面存档备份，存于）》一九九二年春‧夏。香港：香港中文大學，1992年。
- 《中大通訊 （页面存档备份，存于）》第26期。香港：香港中文大學，1992年1月。
- 吳倫霓霞編，《邁進中的大學：香港中文大學三十年 （页面存档备份，存于）》。香港：中文大學出版社，1993年。
- 《中大通訊 （页面存档备份，存于）》第43期。香港：香港中文大學，1993年6月。
- 《中大通訊 （页面存档备份，存于）》第125期。香港：香港中文大學，1998年4月19日。
- 陳方正主編，《與中大一同成長》。香港：香港中文大學中國文化硏究所，2000年。
- 《香港中文大學探討大學整合專責小組向大學校董會提交之報告 （页面存档备份，存于）》。香港：香港中文大學，2003年3月。
- 《中大通訊 （页面存档备份，存于）》第220期。香港：香港中文大學，2003年4月19日。
- 《中大通訊 （页面存档备份，存于）》第251期。香港：香港中文大學，2004年12月19日。
- 〈那些年－－我們一起經歷過的四改三 （页面存档备份，存于）〉，《中大學生報》，2012年7月30日。
- 〈南洋大學的歷史事略 （页面存档备份，存于）〉，《南洋大學校友業餘網站》，2012年9月13日。
- 《中大通訊 （页面存档备份，存于）》第413期。香港：香港中文大學，2013年3月4日。
- 左丁山（香樹輝）撰，〈50前中大校董 （页面存档备份，存于）〉，《蘋果日報》，2013年7月11日。
- 〈香港中文大學於校慶日頒授榮譽博士學位予五位傑出人士及卓敏教授席予十一位卓越教授 （页面存档备份，存于）〉，《香港中文大學新聞稿》，2013年10月14日。

### 英文資料
- "Choh Ming LI （页面存档备份，存于）", HKU Honorary Graduates. Hong Kong: The University of Hong Kong, 1967.
- Sinclair, Kevin, "LI Choh-ming", Who's Who in Hong Kong. Hong Kong: Database Pub., 1984.
- "Cho-Ming Li, 79, Dies; Educator in California （页面存档备份，存于）", The New York Times, 25 April 1991.
- "LI, Choh-Ming", Who was Who. London: A & C Black, 1996.

## 外部連結
- 大學校長接受榮譽學位 （页面存档备份，存于）（《中文大學校刊》第三卷第九期，1967年4月）
- 李卓敏校長留任一年 （页面存档备份，存于）（《中文大學校刊》一九七七年秋，1977年）
- 榮譽法學博士讚詞：李卓敏博士 （页面存档备份，存于）（《中文大學校刊》一九七八年冬，1978年）
- 悼念李卓敏校長 （页面存档备份，存于）（《中大通訊》專號，1991年4月）
- 李卓敏校長追悼會 （页面存档备份，存于）（《中大通訊》專號，1991年5月）
- 李卓敏校長追悼會 （页面存档备份，存于）（《中大通訊》第19期，1991年6月）
- 創校先賢李卓敏 （页面存档备份，存于）（中大五十‧人）

| 學術機關職務                        | 學術機關職務                    | 學術機關職務    |
| ----------------------------------- | ------------------------------- | --------------- |
| 前任： 容啟東教授（副校長代任校長） | 香港中文大學校長 1964年－1978年 | 繼任： 馬臨教授 |